# Internationale Filmfestspiele von Cannes 1999

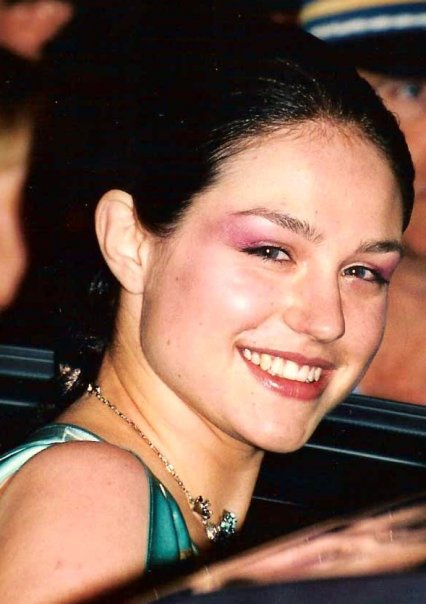
Émilie Dequenne, Hauptdarstellerin des Siegerfilms 1999 Rosetta

Die 52. Internationalen Filmfestspiele von Cannes 1999 fanden vom 12. Mai bis zum 23. Mai 1999 statt.

## Wettbewerb
Im Wettbewerb des Festivals wurden im Jahr 1999 folgende Filme gezeigt:
| Filmtitel                                  | Regisseur                         | Produktionsland                                   | Darsteller (Auswahl)                               |
| 8 1/2 Frauen                               | Peter Greenaway                   | UK, Niederlande, Luxemburg, Deutschland           | John Standing, Matthew Delamere, Vivian Wu         |
| Alles über meine Mutter                    | Pedro Almodóvar                   | Spanien, Frankreich                               | Cecilia Roth, Marisa Paredes, Penélope Cruz        |
| La Balia – Die Amme                        | Marco Bellocchio                  | Italien                                           | Fabrizio Bentivoglio, Valeria Bruni Tedeschi       |
| Der Brief                                  | Manoel de Oliveira                | Spanien, Frankreich, Portugal                     | Chiara Mastroianni                                 |
| Felicia, mein Engel                        | Atom Egoyan                       | Kanada, Großbritannien                            | Bob Hoskins, Arsinée Khanjian, Elaine Cassidy      |
| Ghessé hayé kish                           | Episodenfilm                      | Iran                                              |                                                    |
| Ghost Dog – Der Weg des Samurai            | Jim Jarmusch                      | Frankreich, Deutschland, USA, Japan               | Forest Whitaker, John Tormey, Cliff Gorman         |
| L’Humanité                                 | Bruno Dumont                      | Frankreich                                        | Emmanuel Schotté, Séverine Caneele                 |
| Jedem sein Glück                           | Jacques Maillot                   | Frankreich                                        |                                                    |
| Kadosh                                     | Amos Gitai                        | Israel, Frankreich                                | Yaël Abecassis, Meital Barda                       |
| Der Kaiser und sein Attentäter             | Chen Kaige                        | Frankreich, Japan, China                          | Gong Li                                            |
| Keine Post für den Oberst                  | Arturo Ripstein                   | Mexiko, Frankreich, Spanien                       | Fernando Luján, Marisa Paredes, Salma Hayek        |
| Kikujiros Sommer                           | Takeshi Kitano                    | Japan                                             | Takeshi Kitano                                     |
| Love Will Tear Us Apart                    | Nelson Yu Lik-wai                 | Hongkong                                          | Tony Leung                                         |
| Moloch                                     | Alexander Sokurow                 | Russland, Deutschland, Japan, Italien, Frankreich |                                                    |
| Pierre – Oder der Kampf mit der Sphinx     | Leos Carax                        | Frankreich, Schweiz, Deutschland, Japan           | Guillaume Depardieu, Catherine Deneuve             |
| Rosetta*                                   | Jean-Pierre Dardenne Luc Dardenne | Frankreich, Belgien                               | Émilie Dequenne                                    |
| Das schwankende Schiff                     | Tim Robbins                       | USA                                               | John Cusack, Rubén Blades, Angus Macfadyen         |
| Eine wahre Geschichte – The Straight Story | David Lynch                       | Frankreich, Großbritannien, USA                   | Richard Farnsworth, Sissy Spacek                   |
| Wenn der Nebel sich lichtet – Limbo        | John Sayles                       | USA                                               | Mary Elizabeth Mastrantonio, David Strathairn      |
| Die wiedergefundene Zeit                   | Raúl Ruiz                         | Frankreich, Italien, Portugal                     | Catherine Deneuve, Emmanuelle Béart, Vincent Perez |
| Wonderland                                 | Michael Winterbottom              | Großbritannien                                    | Ian Hart, Shirley Henderson, Molly Parker          |

* = Goldene Palme

## Internationale Jury
In diesem Jahr war der Regisseur David Cronenberg Jurypräsident. Er stand einer Jury mit folgenden Mitgliedern vor: Dominique Blanc, Doris Dörrie, Barbara Hendricks, Holly Hunter, Yasmina Reza, Jeff Goldblum, George Miller, Maurizio Nichetti und André Téchiné.

## Preisträger
- Goldene Palme: Rosetta
- Großer Preis der Jury: L’Humanité
- Jurypreis: Der Brief
- Bester Schauspieler: Emmanuel Schotté in L’Humanité
- Beste Schauspielerin: Séverine Caneele in L’Humanité und Émilie Dequenne in Rosetta
- Beste Regie: Pedro Almodóvar für Alles über meine Mutter
- Bestes Drehbuch: Alexander Sokurow für Moloch
- Technikpreis: Juhua Tu für das Szenenbild von Der Kaiser und sein Attentäter

## Weitere Preise
- Preis der Ökumenischen Jury: Alles über meine Mutter

## Un Certain Regard
In der Sektion Un Certain Regard wurden diesem Jahr unter anderen folgende Filme vorgestellt:
Away With Words von Christopher Doyle, Beresina oder Die letzten Tage der Schweiz von Daniel Schmid, Bis zur nächsten Station von Jean-Claude Guiguet, Judy Berlin von Eric Mendelsohn, Winslow Boy von David Mamet, Deus’ Hochzeit von João César Monteiro. Der britische Film Beautiful People von Jasmin Dizdar wurde mit dem Un Certain Regard Preis ausgezeichnet.